# Geddes, New York
Geddes är en ort i Onondaga County i delstaten New York, USA.